# Przedmiot fizyczny
Przedmiot fizyczny, obiekt fizyczny – jedynie taki przedmiot (obiekt), który istnieje zarówno w czasie, jak i w przestrzeni (zgodnie z fizyką współczesną w czasoprzestrzeni), czyli taki, któremu można przypisać sensownie (z określoną dokładnością) nie tylko trwanie w czasie, ale i położenie w przestrzeni.

## Przedmiot fizyczny w fizyce
Zgodnie z teorią względności każdemu przedmiotowi fizycznemu możemy też sensownie przypisać (z określoną dokładnością) energię i pęd (różne w różnych układach odniesienia), oraz (niezerową lub zerową) masę niezmienniczą, tzw. „spoczynkową” (niezmiennik relatywistyczny). W szczególnej teorii względności wielkości te tworzą tzw. czterowektor energii-pędu (czteropęd) i (dla odosobnionego przedmiotu fizycznego) związane są wzorem:
{\displaystyle E^{2}-(pc)^{2}=(mc^{2})^{2}.}
Energia jest tzw. składową czasową, a składowe pędu składowymi przestrzennymi czteropędu, zaś masa niezmiennicza jego wartością bezwzględną (długością).
Zgodnie z twierdzeniem Noether zasada zachowania energii wynika z niezmienniczości względem przesunięcia przedmiotu fizycznego w czasie, a zasada zachowania pędu z niezmienniczości względem jego przesunięcia w przestrzeni.
Istnieją przedmioty fizyczne o niezerowej masie niezmienniczej (ciała fizyczne), których pęd w ich własnym układzie odniesienia (tzw. układzie spoczynkowym) jest zerowy, oraz przedmioty fizyczne o zerowej masie niezmienniczej, które nie posiadają własnego układu odniesienia, i których pęd jest zawsze niezerowy, poruszające się zawsze z prędkością światła (np. foton).
Energia całkowita odosobnionego przedmiotu fizycznego jest zawsze niezerowa.
Przedmiotem fizycznym jest więc nie tylko np. głaz, ale też atom, galaktyka, kwark czy foton.
Każdy przedmiot fizyczny wytwarza pole grawitacyjne (zakrzywia czasoprzestrzeń) i podlega działaniu tego pola (jest przedmiotem ważkim).
Zgodnie z dualizmem korpuskularno-falowym każdemu przedmiotowi fizycznemu można przypisać własności zarówno korpuskularne, jak i falowe. Długość fali {\displaystyle \lambda } przedmiotu fizycznego z jego pędem {\displaystyle p} wiąże równanie:
{\displaystyle \lambda ={\frac {h}{p}},}
gdzie {\displaystyle h} jest stałą Plancka.
Długość fali przedmiotów fizycznych makroskopowych jest tak mała, że staje się niemierzalna (nie ujawniają one swoich własności falowych).
Zgodnie z zasadą nieoznaczoności nie można z dowolną dokładnością wyznaczyć jednocześnie wartości obu wielkości fizycznych z pewnych par, np. nieoznaczoność położenia przedmiotu fizycznego jest związana z nieoznaczonością jego pędu, zaś nieoznaczoność czasu trwania w danym stanie z nieoznaczonością energii w tym stanie:
{\displaystyle \Delta x\Delta p_{x}\geqslant {\frac {h}{4\pi }}={\frac {\hbar }{2}},}
gdzie:
{\displaystyle \Delta x} – nieokreśloność pomiaru składowej położenia,
{\displaystyle \Delta p_{x}} – nieokreśloność pomiaru składowej pędu,
{\displaystyle \Delta t\Delta E\geqslant {\frac {\hbar }{2}},}
gdzie:
{\displaystyle \Delta t} – nieokreśloność pomiaru czasu,
{\displaystyle \delta E} – nieokreśloność pomiaru energii.
Niekiedy każdy przedmiot fizyczny, zarówno o masie niezmienniczej niezerowej, jak i zerowej, jest określany jako przedmiot materialny, niekiedy zaś jako materialny określany jest wyłącznie przedmiot fizyczny o masie niezerowej.

## Przedmiot fizyczny jako rodzaj przedmiotu
Przedmiot fizyczny jest pewnym rodzajem przedmiotu, ujmowanego jako „cokolwiek”, tzn. jakikolwiek byt (w sensie dystrybutywnym) – realny, możliwy lub intencjonalny. Obok przedmiotów fizycznych przedmiotami są np. zbiory, liczby, układy, powszechniki, sądy, zdarzenia, fakty, umysły i dusze (jeśli dany kierunek filozoficzny zakłada ich istnienie).

## Substancjalność przedmiotu fizycznego
W różnych kierunkach filozoficznych różnie rozstrzyga się problem czy przedmiot fizyczny jest substancją w sensie filozoficznym (dokładnie „substancją pierwszą”), czyli czy istnieje samoistnie.

### Idealizm subiektywny i obiektywny
Według idealizmu subiektywnego i obiektywnego przedmiot fizyczny nie istnieje samoistnie (nie jest substancją w sensie filozoficznym).
Według subiektywnego idealizmu immanentnego przedmiot materialny (ciało) to taki zespół wrażeń podmiotu poznającego (umysłu), który jest wyróżniony w szczególny sposób (np. identyczny z zespołem wrażeń doznawanych przez Boga).
Według subiektywnego idealizmu transcendentalnego przedmiot empirycznie rzeczywisty to przedmiot intencjonalny, taka konstrukcja stworzona przez podmiot poznający (umysł), która jest tak zwanym zjawiskiem (fenomenem), stwierdzanym w sądach spełniających kryteria metody doświadczalnej.
Według obu postaci idealizmu subiektywnego przedmiot materialny (empirycznie rzeczywisty) to korelat indywidualnej świadomości podmiotu (duszy człowieka lub osoby Boga).
Według idealizmu obiektywnego przedmiot przyrodniczy (twór przyrody) to przedmiot intencjonalny, takie zjawisko (fenomen), które jest stwierdzane w sądach idealnych (istniejących obiektywnie w świecie idei), spełniających określone kryterium prawdy.
Według idealizmu obiektywnego przedmiot przyrodniczy to korelat nieosobowego ducha obiektywnego (Absolutu).

### Realizm (metafizyczny)
Według realizmu metafizycznego przedmiot fizyczny istnieje samoistnie (niezależnie od podmiotu poznającego czy też ducha obiektywnego), nie jako zespół wrażeń czy przedmiot intencjonalny, konstrukcja umysłu czy fenomen stwierdzany w sądach, lecz jako substancja (w sensie filozoficznym), dokładnie tzw. „substancja pierwsza” (rzecz). O tym jakie właściwości możemy przypisać przedmiotom fizycznym decyduje współcześnie fizyka.
Uznanie istnienia przedmiotów fizycznych jako substancji nie pociąga za sobą koniecznie uznania materializmu i to zarówno w postaci monizmu materialistycznego, zakładającego, że jedynymi substancjami są przedmioty fizyczne, jak i w postaci materializmu genetycznego, zakładającego, że warunkiem istnienia przedmiotów duchowych jest istnienie przedmiotów fizycznych (pierwszeństwo czasowe i genetyczne materii przed duchem). Realizm metafizyczny jest zgodny zarówno z materializmem, jak i z dualizmem, zakładającym istnienie substancji cielesnych i substancji duchowych, a także z pluralizmem, zakładającym istnienie wielu rodzajów substancji.

## Definicje przedmiotu fizycznego oparte na jego przestrzenności
Definicje odróżniające przedmiot fizyczny od niefizycznego przez przypisanie temu pierwszemu „przestrzenności” sformułowane zostały już w wieku XVII.
Hobbes, definiując „ciało” („Ciało”, w rozumieniu Hobbesa, to przedmiot materialny (fizyczny).), obok kryterium (atrybutu) istnienia niezależnie od podmiotu poznającego (czyli bycia substancją) wymienił „współzachodzenie” lub „współrozciągłość” z pewną częścią przestrzeni.
Kartezjusz, definiując „substancję cielesną” („ciało”) jako „rzecz rozciągłą” („res extensa”), potraktował rozciągłość przestrzenną jako atrybut takiej substancji, choć wymienił też jej postrzeganie zmysłami.
Przestrzenność przedmiotu fizycznego może być więc rozumiana dwojako: jako położenie w przestrzeni lub rozciągłość w przestrzeni.

### Przedmiot fizyczny jako przedmiot umiejscowiony przestrzennie
Jeżeli przedmiot fizyczny jest zdefiniowany jako przedmiot umiejscowiony przestrzennie (czyli taki, któremu można przypisać położenie w przestrzeni), to możliwe jest istnienie przedmiotów fizycznych punktowych (bezwymiarowych).

### Przedmiot fizyczny jako przedmiot rozciągły przestrzennie
Jeżeli przedmiot fizyczny jest zdefiniowany jako przedmiot rozciągły przestrzennie (czyli taki, któremu można przypisać rozciągłość w przestrzeni), to istnienie przedmiotów fizycznych punktowych (bezwymiarowych) jest wykluczone. Jest to więc definicja zawężająca zakres możliwych przedmiotów fizycznych.

## Definicje przedmiotu fizycznego oparte na innych kryteriach

### Przedmiot fizyczny jako przedmiot badany przez fizykę
Przedmiot fizyczny bywa definiowany jako przedmiot badany przez fizykę. Jednak taka definicja prowadzi do błędnego koła, gdyż fizykę definiuje się jako naukę o przedmiotach fizycznych i prawach natury, rządzących ich zachowaniem. Poza tym taka definicja przedmiotu fizycznego jest zbyt szeroka – fizyka zajmuje się także przedmiotami „abstrakcyjnymi” (jak równania, funkcje, prawa natury i teorie), które różnią się zasadniczo od przedmiotów czasoprzestrzennych.

### Przedmiot fizyczny jako przedmiot postrzegany zmysłami
Przedmiot fizyczny bywa definiowany jako przedmiot postrzegany zmysłami. Definicja ta jest rozumiana różnie w różnych kierunkach filozoficznych.
Według subiektywnego idealizmu immanentnego Berkeleya przedmiot fizyczny jest zespołem wrażeń (spostrzeżeniem) doznawanym przez podmiot poznający (zgodnym ze spostrzeżeniem doznawanym przez Boga) i nie istnieje samoistnie.
Natomiast według realizmu metafizycznego przedmiot fizyczny jest postrzegany, ale nie jest spostrzeżeniem, lecz istnieje samoistnie. Jest tak według dualizmu Kartezjusza (możność postrzeżenia jej zmysłami jako cecha substancji cielesnej), ale też według materializmu Holbacha (zdolność pobudzania zmysłów jako atrybut materii).